# K2-25b
De exoplaneet K2-25b is een neptunus-achtige planeet, kleiner dan Neptunus, maar wel anderhalf keer zo zwaar. De planeet bevindt zich op ongeveer 150 lichtjaar van de Aarde, met een omlooptijd van iets meer dan 3,5 dagen rond een rode dwergster in het gesternte Hyaden.
De circa 600 miljoen jaar oude planeet zou volgens de natuurwetten niet kunnen bestaan. De eigenaardigheid van de planeet is de extreem hoge dichtheid; bij een massa van 25 keer die van de aarde, is de straal slechts 2,7 r⊕. Deze kenmerken doen twijfel rijzen over het huidige begrip van planeetvorming. Vooral is onduidelijk hoe zo'n massieve planeet de dichte atmosfeer - die typisch is voor gasreuzen - niet heeft behouden.

## Karakteristieken
De exoplaneet K2-25b maakt deel uit van de Hyaden open sterhoop. Zij werd in 2015 ontdekt als onderdeel van de Kepler-missie. In 2020 deed het NOIRLAB (National Optical-Infrared Astronomy Research Laboratory), onderdeel van de National Science Foundation, een hernieuwde studie.
De moederster is een typische rode dwerg van het spectraaltype M 4.5V, met ongeveer 30 % van de massa en de straal van de zon. De oppervlaktetemperatuur bedraagt iets meer dan 3180 K. Het is een vrij jonge ster, met een geschatte leeftijd van ongeveer 730 miljoen jaar.
K2-25b draait in slechts 3,5 dagen om deze ster (EPIC 210490365) heen, op een afstand van ongeveer 4,3 miljoen kilometer. Ondanks de lage helderheid van de moederster op die afstand, wordt de evenwichtstemperatuur, uitgaande van een albedo vergelijkbaar met die van de aarde, geschat op 346 K. Stefansson et al denken dat de exoplaneet voornamelijk bestaat uit een rotsachtige kern, omgeven door een dunne atmosfeer van waterstof en helium; deze gassen maken ongeveer 5 % van de planetaire massa uit.